# Метері (Луїзіана)
Метері (англ. Metairie) — переписна місцевість (CDP) в США, в окрузі Джефферсон штату Луїзіана. Населення — 143 507 осіб (2020).

## Географія
Метері розташоване за координатами 29°59′52″ пн. ш. 90°10′40″ зх. д. / 29.99778° пн. ш. 90.17778° зх. д. (29.997793, -90.177864).  За даними Бюро перепису населення США в 2010 році переписна місцевість мала площу 60,25 км², з яких 60,14 км² — суходіл та 0,11 км² — водойми.

### Клімат
| Клімат : Метері         | Клімат : Метері | Клімат : Метері | Клімат : Метері | Клімат : Метері | Клімат : Метері | Клімат : Метері | Клімат : Метері | Клімат : Метері | Клімат : Метері        | Клімат : Метері        | Клімат : Метері        | Клімат : Метері        | Клімат : Метері |
| Показник                | Січ.            | Лют.            | Бер.            | Квіт.           | Трав.           | Черв.           | Лип.            | Серп.           | Вер.                   | Жовт.                  | Лист.                  | Груд.                  | Рік             |
| Абсолютний максимум, °C | 27,8            | 29,4            | 31,1            | 33,9            | 35,6            | 37,2            | 38,3            | 39,4            | 38,3                   | 36,1                   | 30,6                   | 28,9                   | 39,4            |
| Середній максимум, °C   | 17,2            | 18,9            | 22,8            | 26,1            | 29,4            | 32,2            | 33,3            | 33,3            | 31,1                   | 27,2                   | 22,2                   | 18,3                   | 26,1            |
| Середній мінімум, °C    | 7,2             | 8,9             | 12,8            | 15,6            | 20,0            | 22,8            | 23,9            | 23,9            | 22,2                   | 16,7                   | 12,2                   | 8,9                    | 16,3            |
| Абсолютний мінімум, °C  | −8,9            | −6,7            | −2,2            | 2,8             | 10,6            | 12,2            | 17,8            | 17,8            | {{{Sep record low C}}} | {{{Oct record low C}}} | {{{Nov record low C}}} | {{{Dec record low C}}} |                 |
| ----------------------- | --------------- | --------------- | --------------- | --------------- | --------------- | --------------- | --------------- | --------------- | ---------------------- | ---------------------- | ---------------------- | ---------------------- | --------------- |

## Демографія
Згідно з переписом 2010 року, у переписній місцевості мешкала 138 481 особа в 59 915 домогосподарствах у складі 36 206 родин. Густота населення становила 2298 осіб/км².  Було 65691 помешкання (1090/км²).
Расовий склад населення:
| - 80,0 % — білих - 10,4 % — чорних або афроамериканців - 3,3 % — азіатів - 0,3 % — корінних американців - 4,0 % — осіб інших рас |

До двох чи більше рас належало 2,0 %. Частка іспаномовних становила 12,6 % від усіх жителів.
За віковим діапазоном населення розподілялося таким чином: 19,5 % — особи молодші 18 років, 63,4 % — особи у віці 18—64 років, 17,1 % — особи у віці 65 років та старші. Медіана віку мешканця становила 41,0 року. На 100 осіб жіночої статі у переписній місцевості припадало 94,9 чоловіків;  на 100 жінок у віці від 18 років та старших — 92,5 чоловіків також старших 18 років.
Середній дохід на одне домашнє господарство  становив 75 542 долари США (медіана — 52 421), а середній дохід на одну сім'ю — 95 685 доларів (медіана — 72 843). Медіана доходів становила 47 804 долари для чоловіків та 38 244 долари для жінок. За межею бідності перебувало 13,8 % осіб, у тому числі 20,6 % дітей у віці до 18 років та 8,3 % осіб у віці 65 років та старших.
Цивільне працевлаштоване населення становило 74 061 особа. Основні галузі зайнятості: освіта, охорона здоров'я та соціальна допомога — 19,2 %, науковці, спеціалісти, менеджери — 13,4 %, мистецтво, розваги та відпочинок — 12,9 %.